# Antonín Bořek-Dohalský (1944–2017)
Antonín Bořek-Dohalský (28. srpna 1944 Praha – 20. listopadu 2017 Lysá nad Labem) pocházel z českého šlechtického rodu Dohalských, jehož kořeny sahají až do 15. století.

## Život

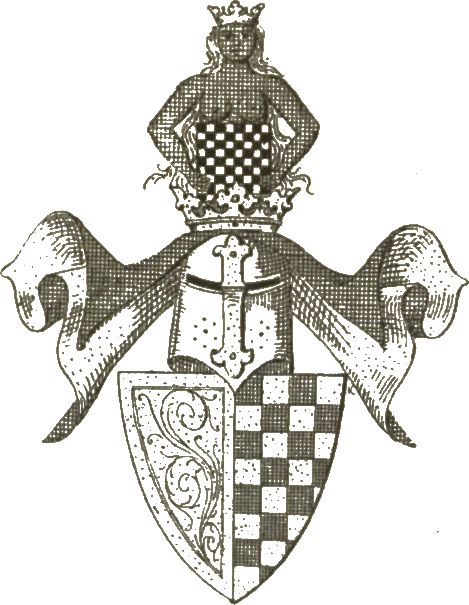
Erb rodu Dohalských

Otcem Antonína Bořka-Dohalského byl JUDr. Jiří Bořek-Dohalský (1914–1990) a jeho matkou Josefa princezna z Thurn-Taxisu (1917–1990). Měl tři sourozence, prostřední Jiří emigroval v roce 1968 do Rakouska a mladší Zdeněk v roce 1975 tragicky zahynul. Vyrůstal na Pražském hradě, kde jeho otec pracoval v kanceláři prezidenta republiky. V roce 1950 byl otec zatčen a deset let vězněn v Jáchymově, Příbrami a Leopoldově. Od osudového roku 1950 rodina žila v zahradním domku v Lysé nad Labem u babičky Gabriely Thurn-Taxis (1883–1970).
Po absolvování základní školy a kratší epizodě učení se na kuchaře v hotelu Evropa, kde se nepohodl s učitelem, musel Antonín nastoupit do učení v Sokolově, kde se vyučil pokrývačem. Po vyučení pokrýval např. střechu na hradě Loket. Poté se vrátil domů, stavěl v Praze lešení, pracoval na dráze, ale po krátké době nastoupil vojenskou službu u PTP (pomocné technické prapory) v Liberci. V roce 1965 se pokusil dodělat si večerně maturitu, ale bylo mu to znemožněno.
Vystřídal různé profese a v letech 1967–1974 působil v karlínském divadle jako kulisák. Jeho kolegou byl Zdeněk Sternberg (1923–2021). Později pracoval s manželkou ve venkovské hospodě v jižních Čechách, ale po tragické smrti mladšího bratra Zdeňka se přestěhovali zpět do Lysé. Pracoval nadále v gastronomii i jako pokrývač, nakonec kvůli astmatu odešel ve věku 37 let do invalidního důchodu.
Bavil ho zpěv i herectví. Byl členem Jednoty pro zvelebení hudby v Čechách.
K jeho dalším zálibám patřilo vaření, knihy, hudba, opera a historie jeho rodiny.
Po Sametové revoluci rod restituoval několik domů v Jindřichově Hradci. Jejich domek v Lysé nad Labem, který byl plný starožitností po předcích, v roce 1991 vykradli zloději.
Antonín Bořek-Dohalský zemřel 20. listopadu 2017 v Lysé nad Labem.

## Rodina
Dne 21. listopadu 1974 se v Praze oženil s Ivou Kotkovou (7. 8. 1937 Pardubice – 26. 6. 2002 Lysá nad Labem), s níž měl syna a dceru.
- 1. Antonín (* 25. 4. 1973 Praha), jako jeho otec i on měl v období komunismu omezený výběr vzdělání, chtěl se věnovat hudbě, nakonec navštěvoval Střední průmyslovou školu výroby hudebních nástrojů v Kraslicích.[5] V Praze provozoval obchod s hudebninami a hudebními nástroji. Se společníkem koupil od Antonína Kinského (1955–2008) restauraci BarBar.[5]
  - je ženatý, má děti
- 2. Pavlína (* 22. 6. 1975 Jindřichův Hradec), vyučila se servírkou, hotelovou školu absolvovala dálkově.[5] Po pobytu v Anglii a zdokonalení v angličtině pracovala v Praze jako asistentka ve škole pro děti diplomatů.[5] Poté vyučovala v Thajsku. Maluje, navrhuje keramiku.[6]